# Тилявська сільська рада
Ти́лявська сільська́ ра́да — адміністративно-територіальна одиниця та орган місцевого самоврядування в Шумському районі Тернопільської області. Адміністративний центр — село Тилявка.

## Загальні відомості
- Територія ради: 44,635 км²
- Населення ради: 1 058 осіб (станом на 2001 рік)
- Територією ради протікає річка Тилявка

## Населені пункти
Сільській раді підпорядковані населені пункти:
- с. Тилявка
- с. Башківці
- с. Одерадівка

## Географія
Тилявська сільська рада межує з:
- Угорською сільською радою
- Людвищенською сільською радою
- Жолобківською сільською радою
- Чугалівською сільською радою

## Склад ради
Рада складається з 14 депутатів та голови.
- Голова ради: Шаталаєва Лариса Григорівна
- Секретар ради: Мачаган Людмила Іванівна

### Керівний склад попередніх скликань
| Прізвище, ім'я, по батькові    | Основні відомості                                                 | Дата обрання | Дата звільнення |
| ------------------------------ | ----------------------------------------------------------------- | ------------ | --------------- |
| Чугалінський Сергій Сергійович | Сільський голова, 1971 року народження, безпартійний              | 26.03.2006   | 15.09.2008      |
| Яремчук Ігор Борислвич         | Сільський голова, 1967 року народження, безпартійний              | 15.03.2009   | 31.10.2010      |
| Шаталаєва Лариса Григорівна    | Сільський голова, 1965 року народження, освіта вища, позапартійна | 31.10.2010   |                 |

Примітка: таблиця складена за даними сайту Верховної Ради України

### Депутати
За результатами місцевих виборів 2010 року депутатами ради стали:

#### За суб'єктами висування
| Суб'єкт висування          | Кількість обраних депутатів | %    |
| -------------------------- | --------------------------- | ---- |
| Громадянська партія «Пора» | 10                          | 71,4 |
| Самовисування              | 3                           | 21,4 |
| Єдиний Центр               | 1                           | 7,1  |

#### За округами
| № округу                   | Прізвище, ім'я, по батькові   | Дата визнання обраним | Освіта           | Партійна приналежність           | Відомості про обраного депутата                                                |
| -------------------------- | ----------------------------- | --------------------- | ---------------- | -------------------------------- | ------------------------------------------------------------------------------ |
| Громадянська партія «ПОРА» |                               |                       |                  |                                  |                                                                                |
| 1                          | Затворнюк Віра Романівна      | 04.11.2010            | середня          | член Громадянської партії «ПОРА» | Українське державне підприємство поштового зв'язку, начальник відділення пошти |
| 2                          | Андрійчук Олександр Петрович  | 04.11.2010            | середня          | член Громадянської партії «ПОРА» | Тилявський НВК, оператор котельні                                              |
| 3                          | Затворнюк Наталія Василівна   | 04.11.2010            | середня          | член Громадянської партії «ПОРА» | ПП Дворицький, продавець                                                       |
| 4                          | Козачук Роман Вікторович      | 04.11.2010            | середня          | член Громадянської партії «ПОРА» | тимчасово не працює                                                            |
| 6                          | Дворицький Віталій Лук'янович | 04.11.2010            | середня          | член Громадянської партії «ПОРА» | тимчасово не працює                                                            |
| 7                          | Дмитрук Дмитро Петрович       | 04.11.2010            | середня          | член Громадянської партії «ПОРА» | «Райсількомунгосп», оператор                                                   |
| 8                          | Фещук Олексій Євстафійович    | 04.11.2010            | вища             | позапартійний                    | Тилявський НВК, вчитель                                                        |
| 9                          | Дмитрук Іван Федорович        | 04.11.2010            | середня          | член Громадянської партії «ПОРА» | ПП Федотов, робочий складу будматеріалів                                       |
| 10                         | Лямен Ірина Миколаївна        | 04.11.2010            | незакінчена вища | член Громадянської партії «ПОРА» | Обицький НВК, вчитель                                                          |
| 13                         | Пасєка Микола Євдокимович     | 04.11.2010            | середня          | член Громадянської партії «ПОРА» | приватний підприємець                                                          |
| Єдиний Центр               |                               |                       |                  |                                  |                                                                                |
| 11                         | Шаталаєв Анатолій Григорович  | 04.11.2010            | вища             | член Єдиного Центру              | Держкомзем, спеціаліст                                                         |
| Самовисування              |                               |                       |                  |                                  |                                                                                |
| 5                          | Федчук Світлана Іванівна      | 04.11.2010            | незакінчена вища | позапартійна                     | Відділ з питань туризму і культури, науковий працівник музею                   |
| 12                         | Мачаган Людмила Іванівна      | 04.11.2010            | вища             | позапартійна                     | Тилявська сільська рада, секретар                                              |
| 14                         | Іщук Василь Євдокимович       | 04.11.2010            | середня          | позапартійний                    | тимчасово не працює                                                            |

## Карти Тилявки

Карта села Тилявка

## Фотогалерея

Пам'ятник воїнам-односельцям, полеглим у німецько-радянській війні
Пам'ятник воїнам-односельцям, полеглим у німецько-радянській війні село Тилявка
Пам'ятний хрест на честь Незалежності України
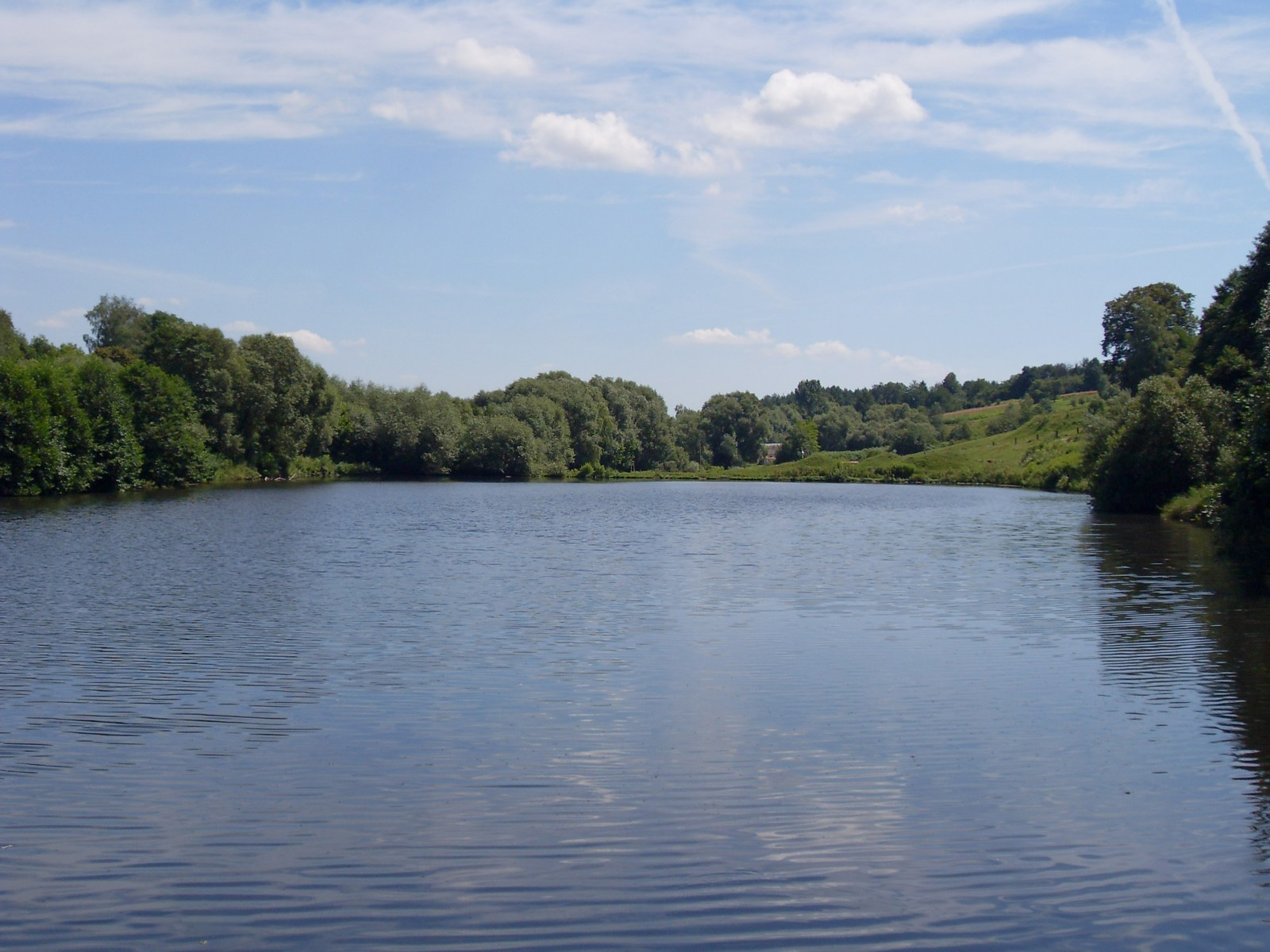
Ставок в селі Тилявка
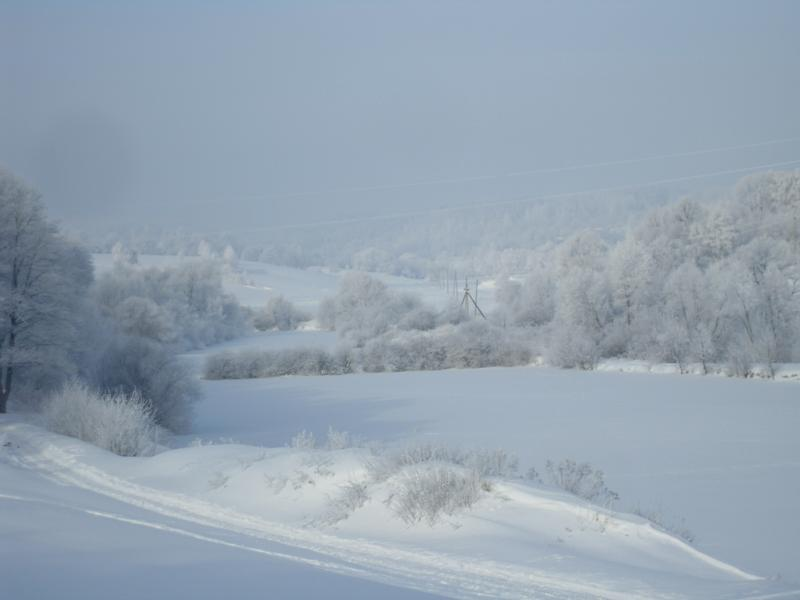
Ставок у селі Тилявка
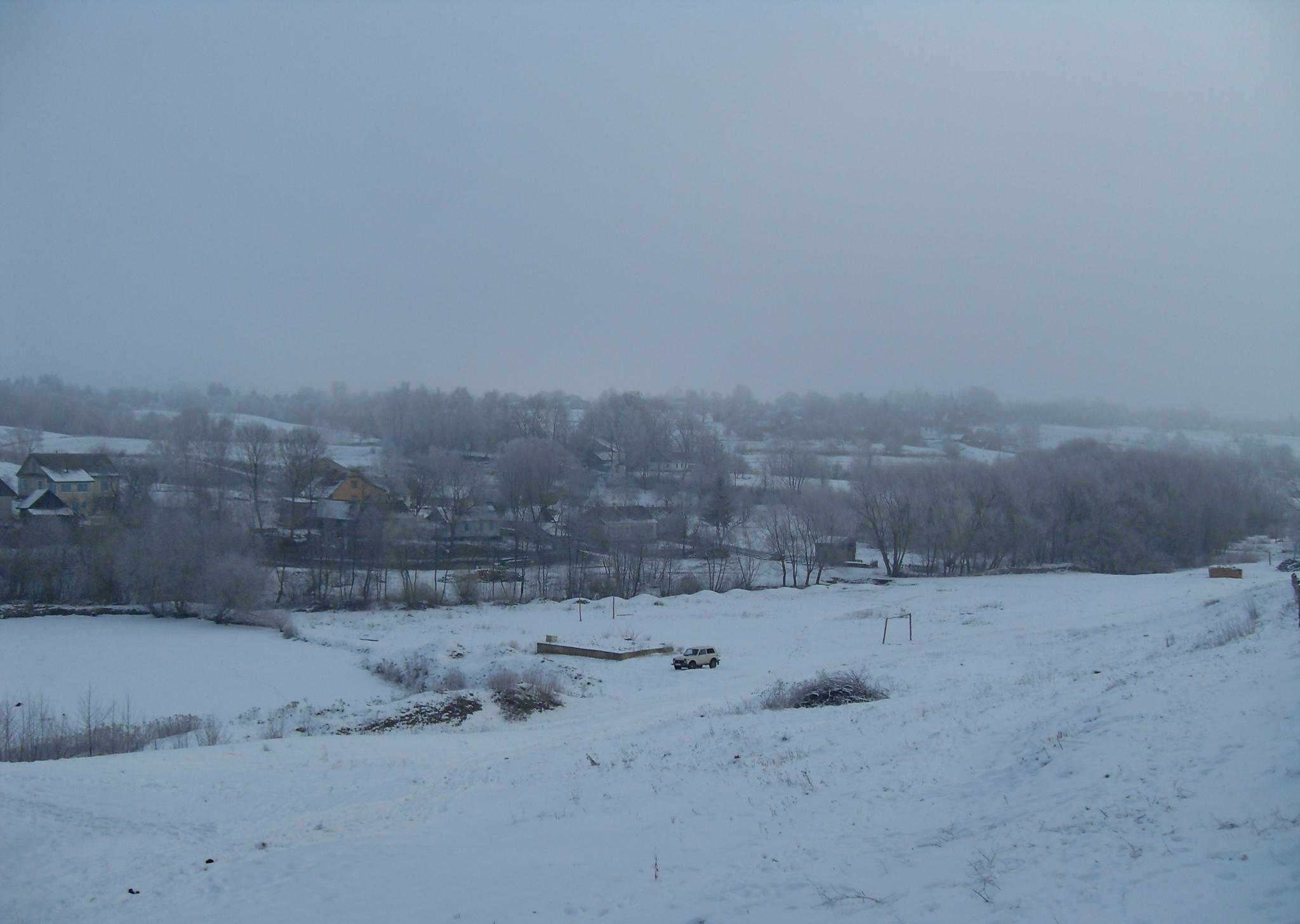
Вид на село Тилявка
Пам'ятник Уласу Самчуку у селі Тилявка біля школи
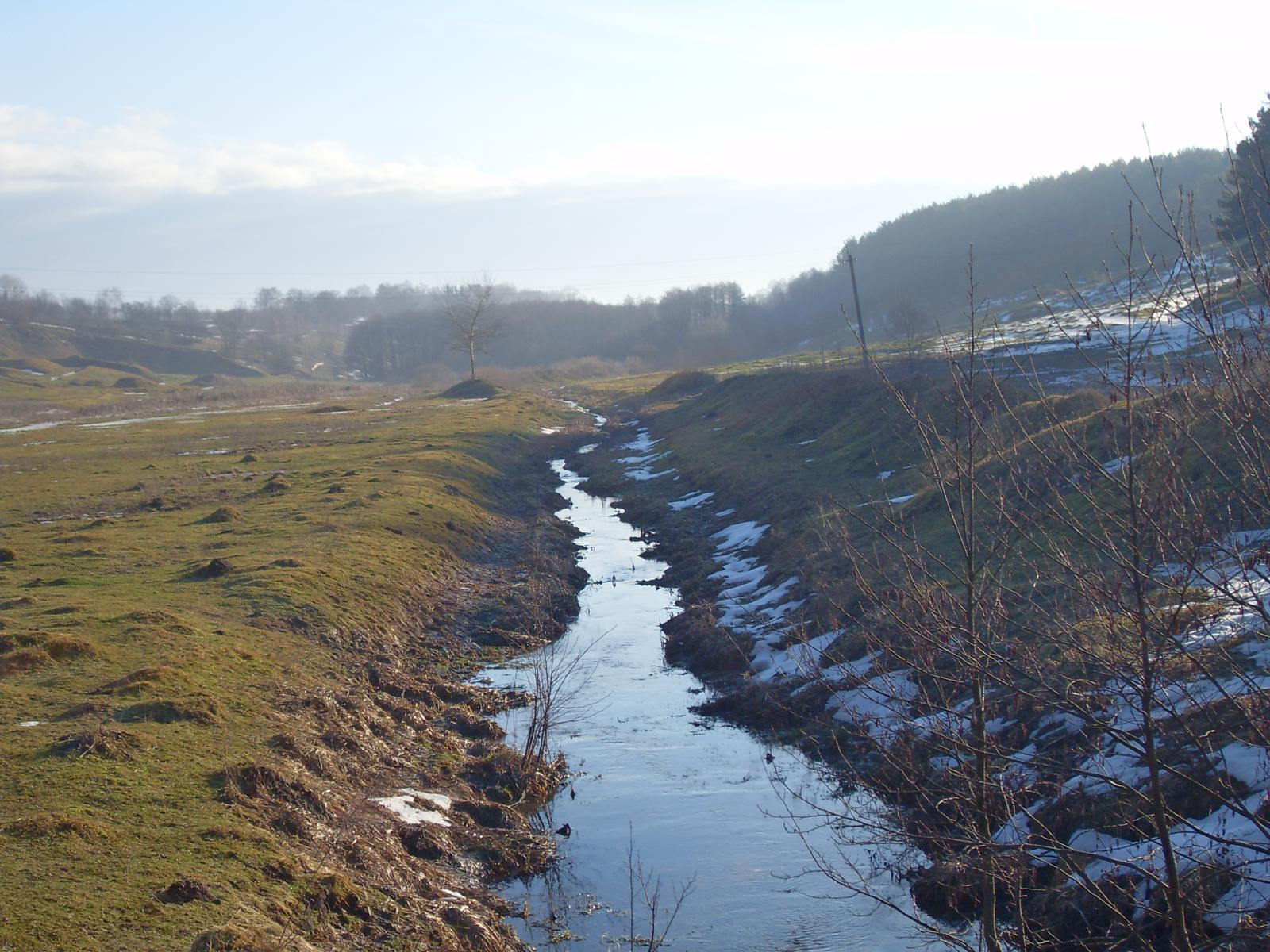
Річка Тилява
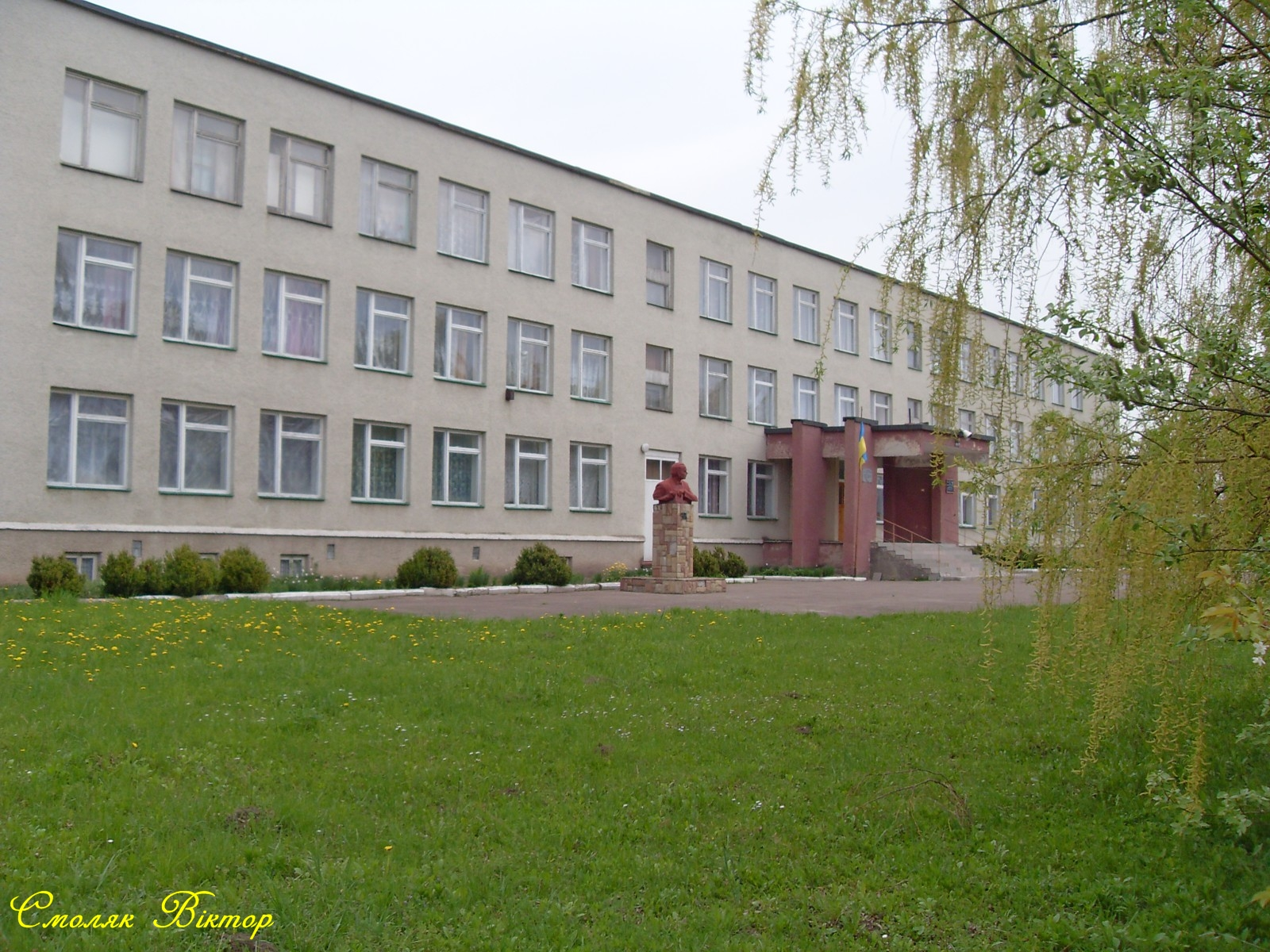
Тилявський НВК
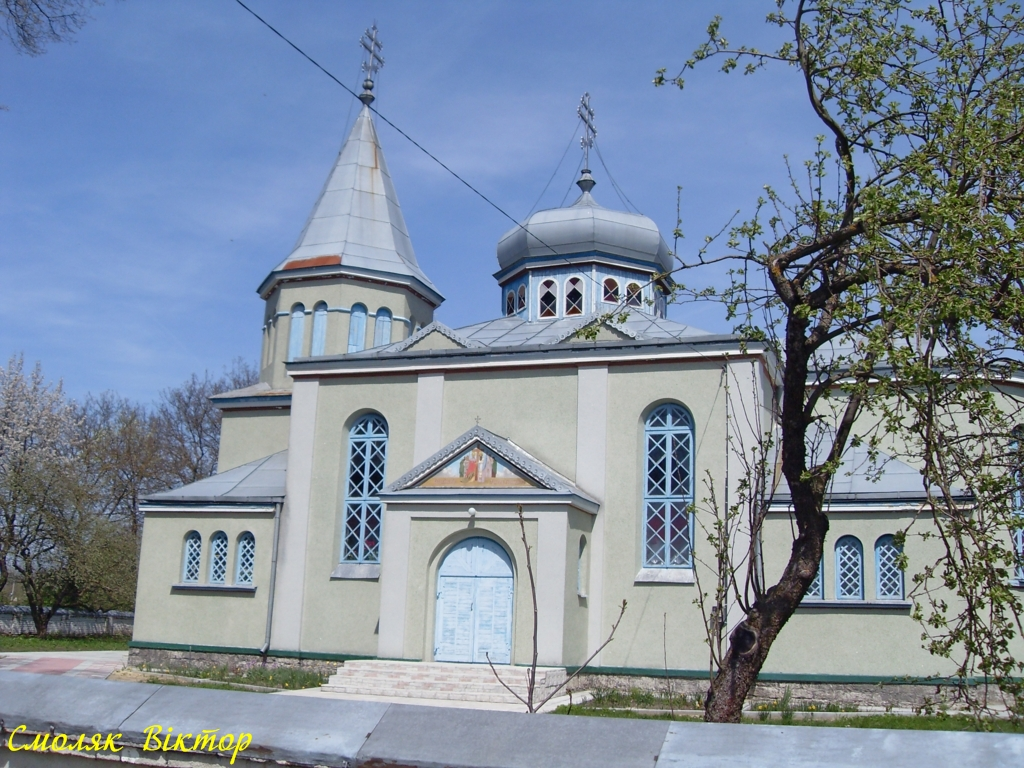
Церква Воздвиження Чесного Хреста
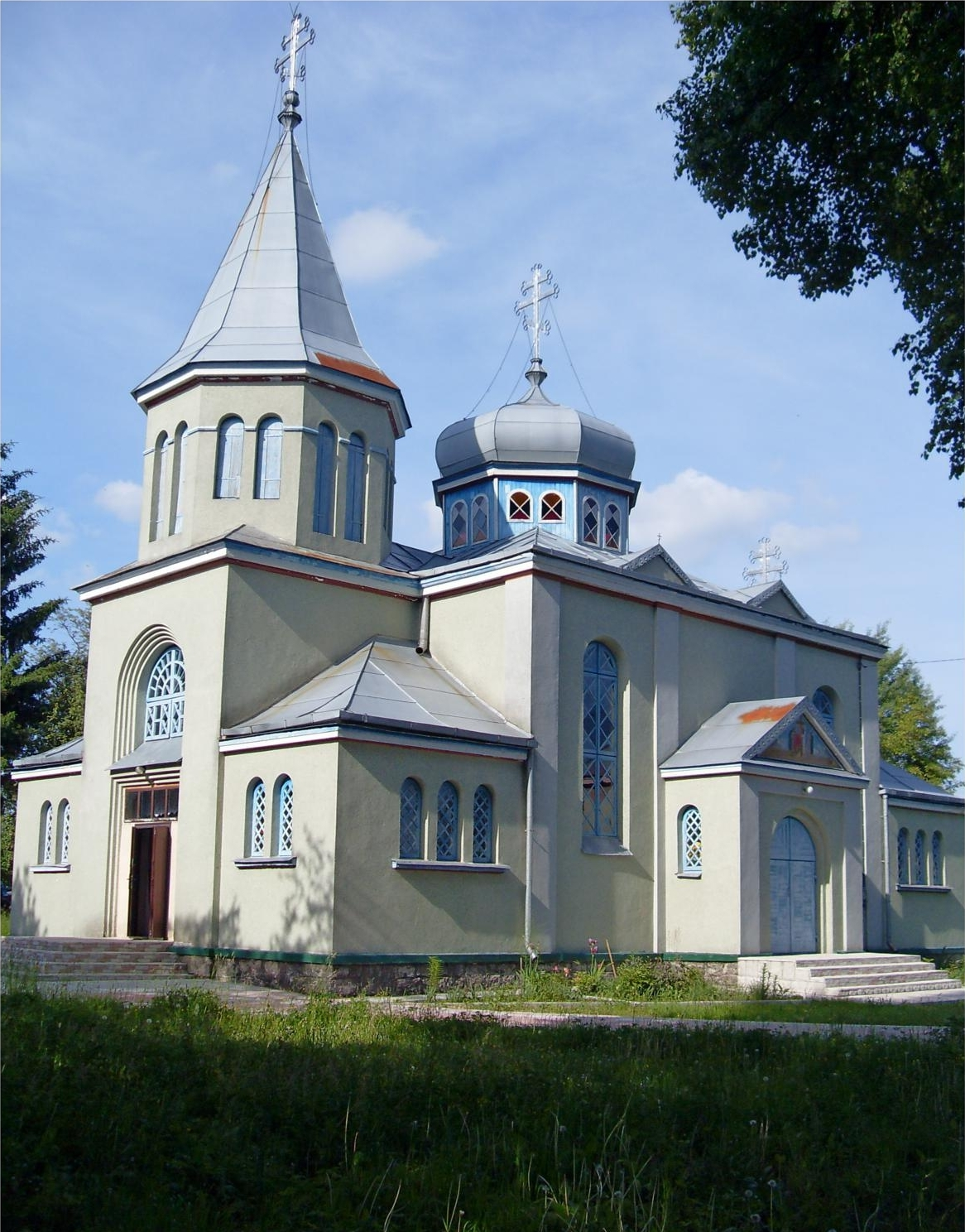
Церква Воздвиження Чесного Хреста
Колаж село Тилявка